# 227767 Enkibilal
227767 Enkibilal este o planetă minoră (asteroid) din centura de asteroizi. A fost descoperită pe 20 octombrie 2006 la Nogales de Jean-Claude Merlin⁠(d) și a fost numită după Enki Bilal⁠(d). 
Obiectul prezintă o orbită caracterizată de o semiaxă mare de 2,1916081334065 UAi, o excentricitate de 0,0778, o înclinație de 1,2927 ° în raport cu ecliptica.